# جوليان جانفيير
جوليان جانفيير (بالفرنسية: Julian Jeanvier)‏ (31 مارس 1992 بكليشي في فرنسا - ) هو لاعب كرة قدم فرنسي في مركز الدفاع. لعب مع موسكرون بيروفيلز ونادي النجم الأحمر سانت أوين ونادي ليل ونادي نانسي.

## وصلات خارجية
- جوليان جانفيير على موقع اتحاد تركيا (لاعب) (الإنجليزية)
- جوليان جانفيير على موقع رابطة كرة القدم الفرنسية للمحترفين (الإنجليزية)
- جوليان جانفيير على موقع قاعدة بيانات كرة القدم.إي يو (الإنجليزية)
- جوليان جانفيير على موقع ليكيب (الفرنسية)
- جوليان جانفيير على موقع ناشيونال فوتبول تيمز (الإنجليزية)
- جوليان جانفيير على موقع Soccerbase.com (لاعب) (الإنجليزية)
- جوليان جانفيير على موقع Soccerway.com (الإنجليزية)
- جوليان جانفيير على موقع AS.com (الإسبانية)